# Драго Кекановић
Драго Кекановић (Братуљевци, 16. август 1947) српски је књижевник.

## Биографија
Школовао се у Пожеги и Осијеку, где је завршио средњу техничку школу архитектонско-грађевинског смера, и Загребу, где је дипломирао на Филозофском факултету, групе Југославенски језици и књижевност и Компаративна књижевност.
Један је од најистакнутијих српских писаца који већ више од три деценије делује у Хрватској. Приповедач, романописац, драмски писац и неоспорни интелектуалац (тематски опсег његове прозе везан је за простор завичајне Славоније и Загреб, у највећем делу рефлектира судбину српских, али и хрватских протагониста у другој половини 20. века) који је свестан поменутих околности и, рекло би се, те околности уграђује с високом свешћу у своју литературу.
Он живи и ради у Загребу, Хрватска.

## Награде
- Награда „Владимир Назор”, у категорији годишње награде, 1978.
- Награда „Борислав Пекић”, за синопсис романа Опчињеност, 1999.
- Награда „Светозар Ћоровић”, за роман Вепрово срце, 2012.[3]
- Награда „Бранко Ћопић”, за роман Вепрово срце, 2013.
- Награда „Златни сунцокрет”, за роман Вепрово срце, 2013.
- Награда „Борисав Станковић”, за роман Вепрово срце, 2013.[4]
- Награда „Душан Васиљев”, за роман Вепрово срце, 2013.[5]
- Андрићева награда, за збирку прича Усвојење, 2014.
- Награда „Григорије Божовић”, за приповетку „Кумић”, 2014.[6]
- Награда „Данко Поповић”, за збирку прича Усвојење, 2014.
- Књижевна награда „Београдски победник”, за роман Приврженост, 2022.[7]

## Дела
- Вечера на веранди, приче, Напријед, Загреб, 1975.
- Ледена шума и друге кратке приче, ЦДД, Загреб, 1975.
- Потомак сјена, роман, Напријед, Загреб, 1978.
- Заглада, приче, на пољском, Краков, 1985.
- Ивањска ноћ, роман, БИГЗ, Београд, 1985.
- Панонски диптих, две приповести, Аугуст Цесарец, Загреб, 1989.
- Амерички сладолед, роман, Српско културно друштво Просвјета, Загреб, 1997.
- Рибља стаза, роман, Каирос, Сремски Карловци, 1997.
- На небу и друге приче, Каирос, Сремски Карловци, 2002. (Савршена дадиља, Пупуљци за рајске птице, Свуда даље сам био ја, Ђела, жена са рупом на глави, Пастув на крају приче, На небу, Недодирљивост, Пасторала 2000., За дарове има времена)